# Benny Wendt
Pour les articles homonymes, voir Wendt.
Benny Wendt  est un footballeur suédois né le 4 novembre 1950 à Norrköping. Il évoluait au poste d'attaquant.

## Biographie

### En club
Benny Wendt joue principalement en faveur de l'IFK Norrköping, du FC Kaiserslautern, et du Standard de Liège.
Au cours de sa carrière, il dispute 128 matchs en première division suédoise, inscrivant 51 buts, 152 matchs en première division allemande, inscrivant 55 buts, et 56 matchs en première division belge, inscrivant 21 buts. Il réalise sa meilleure performance lors de la saison 1976-1977, où il marque 20 buts en Bundesliga avec le club du Tennis Borussia Berlin. Lors de cette saison, il inscrit un quadruplé contre l'équipe du Fortuna Düsseldorf (victoire 4-2).
Benny Wendt joue également 4 matchs en Coupe d'Europe des clubs champions (un but), 14 matchs en Coupe de l'UEFA (7 buts), et 6 matchs en Coupe des coupes (0 but). Il inscrit son seul but en Coupe d'Europe des clubs champions le 15 septembre 1982, avec le Standard, contre le club hongrois de Gyor.
Il remporte deux titres de champion de Belgique avec le Standard de Liège, et atteint avec cette équipe la finale de la Coupe des coupes en 1982, en étant battu par le FC Barcelone.

### En équipe nationale
International suédois, il reçoit vingt sélections et inscrit un but en équipe de Suède entre 1972 et 1978.
Il joue son premier match en équipe nationale le 17 septembre 1972 contre la Norvège, lors d'une rencontre rentrant dans le cadre du championnat nordique (victoire 1-3 à Oslo).
Son dernier match en équipe nationale a lieu le 4 octobre 1978 contre la Tchécoslovaquie, dans le cadre des éliminatoires de l'Euro 1980 (défaite 1-3 à Solna).
Il fait partie du groupe suédois qui participe à la Coupe du monde 1978. Lors du mondial organisé en Argentine, il joue trois matchs : contre le Brésil, l'Autriche, et enfin l'Espagne.
Il inscrit son seul but avec la Suède le 27 avril 1977, en amical contre l'Écosse (défaite 3-1 à Glasgow).

## Carrière
- 1969-1975 :  IFK Norrköping
- 1975-1976 :  FC Cologne
- 1976-1977 :  Tennis Borussia Berlin
- 1977-1981 :  FC Kaiserslautern
- 1981-1983 :  Standard de Liège
- 1983-1984 :  Seiko SA
- 1984 :  IK Sleipner
- 1984-1985 :  SC Fribourg

## Palmarès
Avec le Standard de Liège :
- Finaliste de la Coupe des coupes en 1982
- Championnat de Belgique en 1982 et 1983
- Vainqueur de la Supercoupe de Belgique en 1981

Avec le FC Kaiserslautern :
- Finaliste de la Coupe d'Allemagne en 1981

IFK Norrköping :
- Finaliste de la Coupe de Suède en 1972